# كامين
كامين ( 
تُلفظ بالبولندية: ‎[ˈkamjɛj̃]‏) هي قرية في التقسيم الإداري في فولا ميسلوفسكا داخل مقاطعة لوكوف في محافظة لوبلين في شرق بولندا.  تقع على بعد حوالي 6 كيلومتر (4 ميل) شرق فولا ميسلوفسكا، 26 كيلومتر (16 ميل) غرب لوكوف و 77 كيلومتر (48 ميل) شمال غرب العاصمة الإقليمية لوبلين.